# Get Heavy
Albums de Lordi
The Monsterican Dream
Get Heavy est le premier album produit par le groupe de heavy metal finlandais Lordi, sorti en 2002.

## Titres
1. Scarctic Circle Gathering - 1:02
2. Get Heavy - 3:02
3. Devil Is A Loser - 3:30
4. Rock the Hell Outta You - 3:06
5. Would You Love A Monsterman - 3:04
6. Icon Of Dominance - 4:36
7. Not The Nicest Guy - 3:12
8. Hellbender Turbulence - 2:46
9. Biomechanic Man - 3:22
10. Last Kiss Goodbye - 3:08
11. Dynamite Tonite - 3:14
12. Monster Monster - 3:23
13. 13 - 1:08

## Singles sortis
1. Would You Love a Monsterman ?
2. Devil is a Loser

## Special
Le design de la pochette de l'album est un hommage à l'album Love Gun de Kiss.